# 石野週日
石野週日（日语：イシノサンデー），是日本純種競賽馬匹。生涯於草地及泥地賽事均有實績，曾勝出1996年皋月賞及打吡大獎賽。
由於其在其父系週日寧靜第二年子嗣中的表現較佳，因而和表現同樣優秀的同父馬夜舞、吹波糖及欽點被稱為「週日四天王」（サンデー四天王）。

## 出賽前
1993年5月29日出生於北海道靜內町（今新日高町）服部和則牧場，成長途中被馬主石嶋清仁相中並購入，馬主名義則登記為他所經營的Ishino Co. Ltd.。
其後交由栗東訓練中心練馬師山內研二訓練。

## 競賽生涯

### 3歲（現2歲）
1995年9月2日出戰函館競馬場2歲新馬戰，由四位洋文策騎。比賽開始後，前方的領放馬做出前1000米66秒的超慢步速，石野週日則於第三的位置追走。進入直路後，其隨即開始加速衝出，最終跑出優秀末腳之下獲得首勝。
9月24日出戰3歲公開賽，但受到天雨影響導致其於直路發揮不佳，最終獲得第三。
10月出戰條件戰黃菊賞，比賽初段於中團位置推進，通過最後彎道後開始發力，於直路上成功衝出並超越對手獲得冠軍。
12月23日出戰短波電台盃三歲錦標，成功壓過夜舞、幸運樹及欽點取得第一人氣。比賽開始後，其仍然選擇於中團位置逐步追走，但由於比賽途中節奏較爲緩慢，因而騎師四位指揮其提早加速，於第三彎道經已進佔第三的位置。進入直路後，其隨即發力衝出，此時後方的夜舞及欽點亦加速跟進，形成三強爭鬥的局面。雖然其成功抵擋夜舞的進擊，但無法阻止勢頭正旺的欽點，最終以頭位差距憾負。

### 4歲（現3歲）
1996年首戰爲公開賽青年盃，本次比賽原定途程爲草地1800米，但由於當日東京競馬場的草地賽道受到大雪覆蓋影響，因而改爲於泥地1600米賽道進行。比賽開始後其選擇於前方位置推進，進入直路後成功衝出並處於獨走的狀態，最終其不斷加速之下成功拋離後方5馬位大勝。
3月3日出戰彌生賞，因此次表現獲得第一人氣。比賽開始後，其選擇先頭戰術跟隨領放馬推進，通第三彎道後開始加速拉近與前方馬匹的距離。進入直路上，其率先衝出並和前方的Tsukuba Symphony展開纏鬥，然而最後關頭外檔的夜舞以超凌厲的姿態迅速超越兩駒，石野週日亦因未能最上Tsukuba Symphony而僅獲第三。
4月14日按照計劃出戰皋月賞，雖然被視爲奪冠熱門之一的吹波糖因骨折未能出戰，而另一熱門夜舞則因發燒避戰，但其仍然落後短波電台盃三歲錦標冠軍欽點、京成盃冠軍Sakura Speed O及若葉錦標冠軍Minamoto Marinos僅得第四人氣。比賽開始後，雖然其處於較內檔的第五檔兼且出閘良好，但並其並未主動爭搶先頭位置意思於中團位置等待時機。通過第四彎道後，其開始提速以拉近於前方領放馬及先行馬的距離，並確保自身可以進佔有利位置。進入直路後，其於直路的勢頭無人可檔，一邊內閃一邊加速之下超越前方帶頭的馬匹，並佐治後方的欽點接近，最終以3/4馬位第一名衝線。然而，賽後研訊燈號即時亮起，皆因賽會認爲石野週日於直路的內閃對Minamoto Marinos構成妨礙，需要判斷是否實行名詞下降的懲罰。最終經過賽會相關人士商討，其第一名的成績不變，成功奪得首個分級賽事冠軍，但騎師四位被判處5萬日圓的罰款。 
其後出戰日本打吡，雖然於賽前獲得第三人氣，但於直路上未能發揮自身的優秀末腳，最終以第六落敗。
進入夏季後前往北海道門別町（今日高町）上野育成牧場放草，於秋季以9月23日之聖烈特紀念作爲首戰，但於直路上未能進一步加速而以第四落敗。
10月13日出戰京都新聞盃，再次因爲表現平平而僅獲第五落敗。
其後，陣營因其於2200米及2400米賽事的表現，認爲其長距離適性不足，因而避戰菊花賞。而其春季於青年盃偶然的泥地勝場，亦令陣營決定安排其嘗試轉戰泥地賽事。
11月1日按照計劃出戰超級泥地打吡，並於和練馬師山內研二有深交的船橋競馬場練馬師川島正行的介紹下，改由石崎隆之策騎。比賽開始後，前方由第九人氣的Sunlife Teio帶出，石野週日於第四左右的位置追趕。通過最後彎時候，後方的新光風衝出加速，而石野週日此時亦準備發力，奈何被其他馬匹阻擋於內欄未能成功。雖然片刻過後其經已抽出外檔衝刺，但於浪費腳程加上加速過晚下，仍然未能壓制前方的Sunlife Teio及新光風獲得第三。
11月23日出戰打吡大獎賽，比賽初段於中團位置追走，以新光風爲最大目標的戰術展開推進。由第三彎道開始，其經已逐步發力並超越新光風，同時亦確保了自身處於有利位置。進入直路後，其隨即加速衝刺並瞬間超越前方的賽駒，於直路中段繼續保持速度抵擋後方Yuko Michael的追擊，最終以1 1/2馬位優秀取得首個地方一級賽冠軍。

### 5歲（現4歲）
1997年以京都金盃爲首戰，雖然背負57.5公斤的較高負磅，但仍然無阻其於直路跑出全場最快末腳取得勝利。
其後陣營希望以杜拜世界盃爲目標，安排其出戰川崎紀念及二月錦標作爲遠征阿聯酋前的熱身，但於兩場賽事均未能掄元，川崎紀念其只獲得第六，而二月錦標更以第九大敗。
於泥地賽事落得大敗後，陣營果斷放棄遠征計劃並安排其重返草地賽事，於3月30日出戰產經大阪盃但僅以第六完賽。
其後進入休養，避戰所有秋季賽事。

### 6歲（現5歲）
1998年1月25日於美國賽馬會盃復出，但狀態不佳僅獲第六。
雖然於2月的京都紀念回勇取得第二，但於其後的中山紀念再度以第五落敗。
4月出戰產經大阪盃取得第三後，於5月及6月分別出戰兩場一級賽春季天皇賞及安田紀念，獲得第九及第六。
完成安田紀念準備秋季賽事時，其被發現患有肌腱炎，最終陣營決定安排其退役。

### 詳細賽績
| 日期       | 舉辦國家 | 馬場 | 距離   | 級別   | 賽事名稱           | 負重 | 騎師     | 馬號 | 出馬 | 名次 | 時間   | 頭馬（二馬）        |
| ---------- | -------- | ---- | ------ | ------ | ------------------ | ---- | -------- | ---- | ---- | ---- | ------ | ------------------- |
| 2/9/1995   | 日本     | 函館 | 草1800 |        | 3歲新馬            | 55   | 四位洋文 | 5    | 7    | 1    | 1:55.3 | （Juno Pentagon）   |
| 24/9/1995  | 日本     | 函館 | 草1800 | OP     | 3歲公開賽          | 53   | 松永幹夫 | 10   | 11   | 3    | 1:52.2 | Ekusereto Chateau   |
| 29/10/1995 | 日本     | 京都 | 草1600 |        | 黄菊賞             | 53   | 四位洋文 | 8    | 16   | 1    | 1:34.3 | （榮進佳文）        |
| 23/12/1995 | 日本     | 阪神 | 草2000 | GIII   | 短波電台盃三歲錦標 | 54   | 四位洋文 | 10   | 15   | 2    | 2:02.7 | 欽點                |
| 20/1/1996  | 日本     | 東京 | 泥1600 | OP     | 青年盃             | 56   | 四位洋文 | 5    | 5    | 1    | 1:38.9 | （Grand Cannonade） |
| 3/3/1996   | 日本     | 中山 | 草2000 | GII    | 彌生賞             | 55   | 四位洋文 | 11   | 13   | 3    | 2:02.9 | 夜舞                |
| 14/4/1996  | 日本     | 中山 | 草2000 | GI     | 皋月賞             | 57   | 四位洋文 | 5    | 18   | 1    | 2:00.7 | （欽點）            |
| 2/6/1996   | 日本     | 東京 | 草2400 | GI     | 東京優駿           | 57   | 四位洋文 | 10   | 17   | 6    | 2:27.1 | Fusaichi Concorde   |
| 23/9/1996  | 日本     | 中山 | 草2200 | GII    | 聖烈特紀念         | 56   | 四位洋文 | 9    | 9    | 4    | 2:20.7 | 羅生武士            |
| 13/10/1996 | 日本     | 京都 | 草2200 | GII    | 京都新聞盃         | 54   | 四位洋文 | 5    | 11   | 5    | 2:14.6 | 夜舞                |
| 1/11/1996  | 日本     | 大井 | 泥2000 | 地方GI | 超級泥地打吡       | 57   | 石崎隆之 | 2    | 14   | 3    | 2:06.1 | Sunlife Teio        |
| 23/11/1996 | 日本     | 盛岡 | 泥2000 | 地方GI | 打吡大獎賽         | 56   | 石崎隆之 | 4    | 12   | 1    | 2:06.9 | （Yuko Michael）    |
| 5/1/1997   | 日本     | 京都 | 草2000 | GIII   | 京都金盃           | 57.5 | 四位洋文 | 1    | 16   | 1    | 2:02.3 | （Yutosei）         |
| 5/2/1997   | 日本     | 川崎 | 泥2000 | 地方GI | 川崎紀念           | 56   | 四位洋文 | 4    | 11   | 6    | 2:09.1 | Hokuto Vega         |
| 16/2/1997  | 日本     | 東京 | 泥1600 | GI     | 二月錦標           | 56   | 佐藤哲三 | 3    | 16   | 9    | 1:37.9 | 新光風              |
| 30/3/1997  | 日本     | 阪神 | 草2000 | GII    | 產經大阪盃         | 58   | 河内洋   | 1    | 9    | 6    | 2:02.8 | 美麗週日            |
| 25/1/1998  | 日本     | 中山 | 草2200 | GII    | 美國賽馬會盃       | 58   | 四位洋文 | 10   | 11   | 6    | 2:16.3 | 目白光明            |
| 15/2/1998  | 日本     | 京都 | 草2200 | GII    | 京都紀念           | 58   | 四位洋文 | 5    | 11   | 2    | 2:16.5 | 午夜博彩            |
| 15/3/1998  | 日本     | 中山 | 草1800 | GII    | 中山紀念           | 58   | 蛯名正義 | 3    | 9    | 5    | 1:49.5 | 無聲鈴鹿            |
| 5/4/1998   | 日本     | 阪神 | 草2000 | GII    | 產經大阪盃         | 59   | 四位洋文 | 5    | 9    | 3    | 2:01.6 | 氣槽                |
| 3/5/1998   | 日本     | 京都 | 草3200 | GI     | 春季天皇賞         | 58   | 四位洋文 | 12   | 14   | 9    | 3:24.5 | 目白光明            |
| 14/6/1998  | 日本     | 東京 | 草1600 | GI     | 安田紀念           | 58   | 塩村克己 | 6    | 17   | 6    | 1:38.9 | 大樹快車            |

## 退役後
退役後，石野週日成為了配種馬，於千葉縣富里市日本輕種馬協會下總種馬場休養，在1999年進行配種。首批子嗣於2000年出生。首批子嗣可於2002年出賽。
其後於青森縣七戶町日本輕種馬協會七戶種馬場及鹿兒島縣大崎町日本輕種馬協會九州種馬場穿梭配種，於2009年落戶於北海道新日高町日本輕種馬協會靜內種馬場繼續配種。
2011年被轉移至北海道幕別町十勝輕種馬農業協同組合種馬場，於2013年再度返回靜內種馬場。
2016年由配種馬退役，於靜內種馬場進行養老生活。
2024年8月18日，其於養老地生活途中，因衰老以31歲的高齡死亡。

## 血統簡介
父系週日寧靜是美國三冠賽雙料冠軍馬，退役後在日本配種，在日本馬壇相當成功，贏得多項分級賽事，其子嗣贏得巨額獎金，連續12年成為日本冠軍種馬。祖父Halo爲美國賽駒，曾贏得一級賽冠軍，爲美國冠軍種馬。
母系Jefforee為美國賽駒，生涯戰績不俗，曾勝出當地三級賽，亦於一級賽荷里活園橡樹大賽跑獲第二。外祖父雅力達亦是美國賽駒，生涯戰績彪炳，曾勝出卓華斯錦標、美國香檳錦標及佛羅里達州打吡等五項一級賽。

### 血統表
| 父線：週日寧靜系（Halo系）    |                             |                 |               |
| 種馬 週日寧靜 1986年（棕色）  | Halo 1969年（棕色）         | Hail to Reason  | Turn-to       |
| 種馬 週日寧靜 1986年（棕色）  | Halo 1969年（棕色）         | Hail to Reason  | Nothirdchance |
| 種馬 週日寧靜 1986年（棕色）  | Halo 1969年（棕色）         | Cosmah          | Cosmic Bomb   |
| 種馬 週日寧靜 1986年（棕色）  | Halo 1969年（棕色）         | Cosmah          | Almahmoud     |
| 種馬 週日寧靜 1986年（棕色）  | Wishing Well 1975年（棗色） | Understanding   | Promised Land |
| 種馬 週日寧靜 1986年（棕色）  | Wishing Well 1975年（棗色） | Understanding   | Pretty Ways   |
| 種馬 週日寧靜 1986年（棕色）  | Wishing Well 1975年（棗色） | Mountain Flower | Montparnasse  |
| 種馬 週日寧靜 1986年（棕色）  | Wishing Well 1975年（棗色） | Mountain Flower | Edelweiss     |
| 繁殖雌馬 Jefforee 1987年      | 雅力達 1975年（栗色）       | Raise a Native  | 天才舞者      |
| 繁殖雌馬 Jefforee 1987年      | 雅力達 1975年（栗色）       | Raise a Native  | Raise You     |
| 繁殖雌馬 Jefforee 1987年      | 雅力達 1975年（栗色）       | Sweet Tooth     | On-and-On     |
| 繁殖雌馬 Jefforee 1987年      | 雅力達 1975年（栗色）       | Sweet Tooth     | Plum Cake     |
| 繁殖雌馬 Jefforee 1987年      | Jeffo 1971年（栗色）        | Ridan           | Nantallah     |
| 繁殖雌馬 Jefforee 1987年      | Jeffo 1971年（栗色）        | Ridan           | Rough Shod    |
| 繁殖雌馬 Jefforee 1987年      | Jeffo 1971年（栗色）        | Silver Service  | Prince John   |
| 繁殖雌馬 Jefforee 1987年      | Jeffo 1971年（栗色）        | Silver Service  | En Casserole  |
| 雌系：號族：20                |                             |                 |               |
| 五代內近親交配：Nasrullah 5×5 |                             |                 |               |

## 命名由來
名字中，Ishino（イシノ）為馬主Ishino Co. Ltd.冠名，出自其公司名字，於汉字中可轉寫為「石野」，Sunday（サンデー）即是「週日」，繼承自父系週日寧靜的名字。

## 外部連結
- 石野週日 netkeiba.com （页面存档备份，存于）
- 血統表 （页面存档备份，存于）